# Lydd-on-Sea
Lydd-on-Sea est un village moderne, pour la plus grande part construit après la Seconde Guerre mondiale, qui se compose principalement de bungalows construits le long de la route côtière de Dungeness au sud de Greatstone dans le Kent. Lydd-on-Sea fait partie de la paroisse civile de Lydd, qui avait jadis un accès à la mer.
Une île dans un lac (créé par l'extraction du gravier) située légèrement vers le nord-ouest de Lydd-on-Sea est le site d'une collection de miroirs acoustiques conçus par le Dr William Sansome Tucker pour détecter l'approche d'avions ennemis, dans les années précédant le développement du radar.

## Transport
Southern Railway a ouvert la gare de Lydd-on-Sea en 1937, mais elle fut fermée en 1967. L'aéroport de Lydd est à proximité.